# Kenny Håkansson
För musikern i The Hellacopters, se Kenny Håkansson (basist)
Kenny Håkansson, född 12 november 1945 i Stockholm, är en svensk gitarrist. Håkansson är främst känd som gitarrist i grupperna Mecki Mark Men, Kebnekaise och Dag Vag, i den senare under artistnamnet Beno Zeno. Han har även medverkat i en rad andra band och med andra musiker, bland annat på tre av Bo Hanssons skivor: Ur trollkarlens hatt , Mellanväsen  och El-ahrairah . På senare år har han ofta samarbetat med Thorsten Flinck. Han har även varit verksam som studiomusiker för bland andra Pugh Rogefeldt, Cornelis Vreeswijk, Lisa Ekdahl och John Holm, samt även spelat med i Dramatens uppsättning av Klas Klättermus. 
Håkansson tilldelades Albin Hagströms Minnespris 2003 och Huddinge kommuns stora kulturpris 2010.

## Band
- The Agents 1962–1965
- T-Boones[1] 1965–1967
- Baby Grandmothers[6]  1967–1968, 2009
- Mecki Mark Men[6] 1968–1970, 2010
- Kebnekajse[6] 1970–1977, 2002–
- Dag Vag[6] 1979–1981, 1988–1992, 1999–2010
- Bills Boogie Band[6] 1984–
- Kenny Håkansson Psychedelic Dream Band

samt diverse soloprojekt

## Diskografi
Soloalbum
- 1978 – Springlekar och gånglåtar
- 1981 – Beno's Ben
- 1995 – 2117 M. Above Sea Level
- 2001 – Hjärtats gåtbok
- 2010 – Psychedelic Dream
- 2014 – Brinner

Singlar
- 1995 – "Pinewood 3-Step" / "Waltzing Nights"